# Windkraftanlage Osterkling
Die Windkraftanlage Osterkling befindet sich in Bruck (Oberbayern) im Gemeindeteil Hamberg. Sie wurde im Dezember 2016 als erste Windkraftanlage im Landkreis Ebersberg in Betrieb genommen. Die Anlage befindet sich im Eigentum von 16 Privatpersonen aus den umliegenden Weilern.
Namensgeber ist die Osterkling („Kling“ ist ein altes Wort für einen Abhang), der östlich des Moosachtales liegende Abhang im Bereich der Ortschaften Balharding, Feichten, Hamberg, Hüttelkofen, Loch und Wildaching im Süd-Osten der Gemeinde Bruck.

## Geschichte
Die Projektidee entstand durch die beiden Osterklinger Bürger und Hauptinitiatoren des Projekts, Hans Zäuner und Werner Stinauer, beim Kinderfasching im Februar 2011. Nachdem die Idee auf Unterstützung von weiteren Osterklingern stieß, wurden die nötigen Gutachten beauftragt und schließlich am 6. Dezember 2011 der Genehmigungsantrag eingereicht. Im April 2015 stellte das Landratsamt Ebersberg den positiven Genehmigungsbescheid aus.
Kritik bekam das Projekt von einer Bürgerinitiative aus Aßling. Ein Obereichhofener Bürger klagte gegen den Bescheid, mit der Begründung, dass die 10H-Abstandsregelung, die erst nach Antragstellung eingeführt wurde, nicht angewandt wurde. Eine weitere Klage kam vom Landesbund für Vogelschutz, der in der in einem Waldgebiet geplanten Windkraftanlage ein „erhöhtes Tötungsrisiko“ für den Rotmilan sah, welcher zuvor in dem Bereich gesichtet worden war. Alle Klagen wurden letztlich abgewiesen.
Somit konnte im August 2016 mit dem Bau begonnen werden. Der Aufbau des Windrads erfolgte im Oktober/November 2016, die Inbetriebnahme am 16. Dezember 2016. Die Investitionskosten betrugen 3,7 Millionen Euro. Seit Anfang 2019 wird der erzeugte Strom an den kommunalen Stromversorger EBERwerk verkauft.
Nach dem Bau der Anlage sind deren Kritiker weitgehend verstummt, so sind befürchtete Lärmbelästigungen der Anwohner ausgeblieben. Die Betreiber organisieren regelmäßig Führungen und Vorträge zum Windrad; bereits ein Jahr nach Inbetriebnahme gab es etwa 50 solche Führungen, bis Juni 2024 waren es etwa 250. Aufgrund dessen wird dem Projekt ein Modell- und Vorbildcharakter im Landkreis Ebersberg zugeschrieben; die Betreiber wirken beratend an vielen Windkraftprojekten in Oberbayern mit.

## Technische Daten
- Typ: Enercon E-82 E2, getriebelos
- Nennleistung: 2,3 MW
- Gesamthöhe: 179 m
- Nabenhöhe: 138 m
- Rotordurchmesser: 82 m
- Maximale Umdrehungszahl: 18/min

Quelle: 